# Vrátenská hora
Vrátenská hora (507 m n. m.) je neovulkanický vrch v okrese Mělník Středočeského kraje. Leží ve východní části CHKO Kokořínsko – Máchův kraj asi 5 km SSV od města Mšena na katastrálním území blízké vesnice Libovice. Vrch je nejvyšším bodem okresu Mělník a Housecké vrchoviny.

## Rozhledna

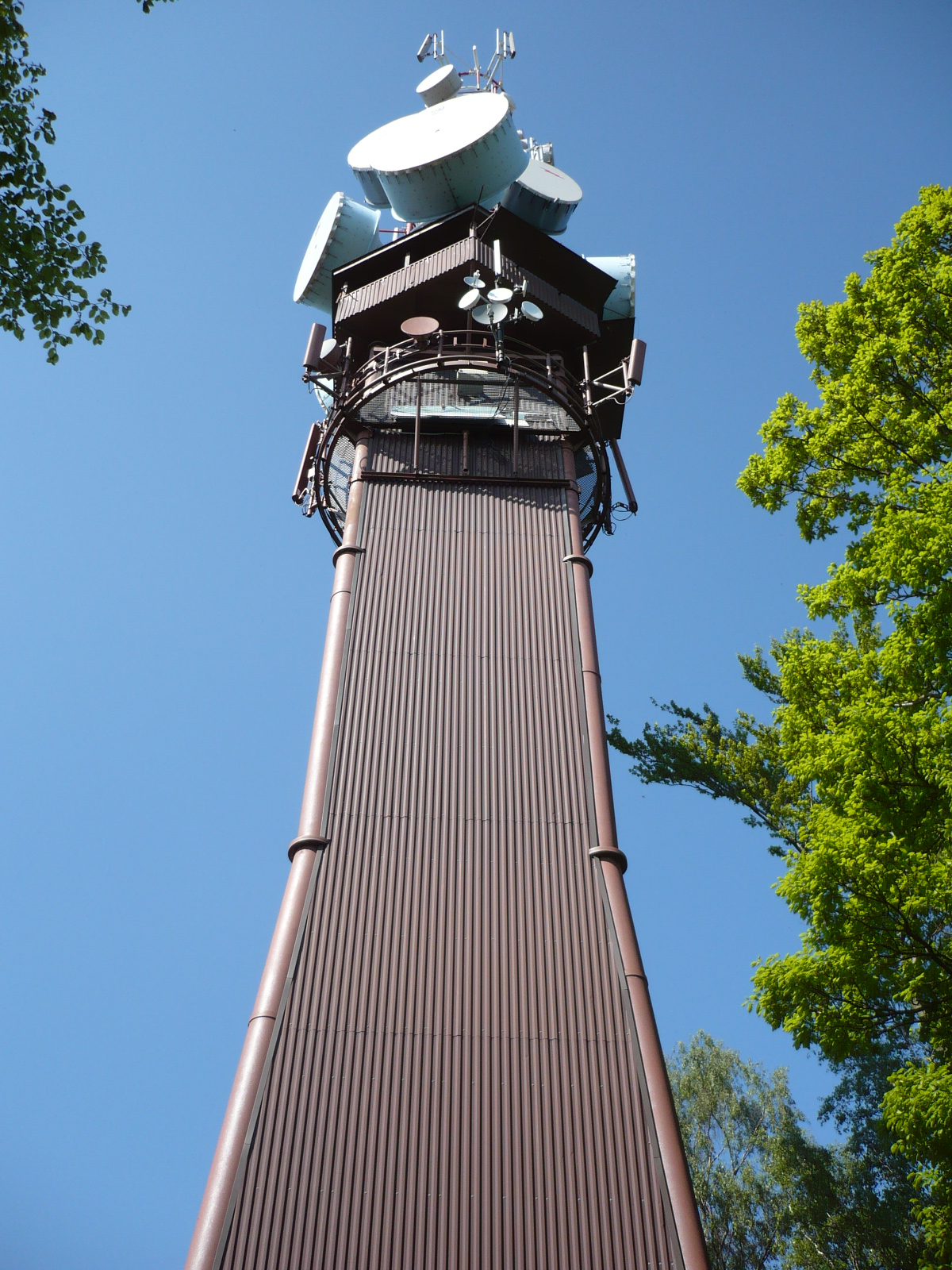
Rozhledna Vrátenská hora

Předchůdkyní dnešní rozhledny na Vrátenské hoře byla upravená hasičská dřevěná věž na sušení hadic, kterou sem v roce 1893 přemístili hasiči ze Mšena. Stavba vydržela stát údajně do roku 1916 (někdy se udává rok 1903), kdy ji strhla vichřice. Sdružení obcí Kokořínska (SOK) si v roce 1992 dalo za cíl postavit na Vrátenské hoře novou vyhlídkovou stavbu. Rozhledna měla být zároveň i vysílačem pro mobilní operátory, byla tedy zainvestována tehdejšími firmami Eurotel a Radiomobil s tím, že pozemek pod stavbou daruje SOK a bude zřízena vyhlídková plošina pro veřejnost. Tak se i stalo a na Vrátenské hoře vyrostla ocelová trojboká oplechovaná konstrukce vysoká 40 m, s vyhlídkovou plošinou ve výšce 25 m. Slavnostní otevření se konalo dne 28. října 1999. Vstup je zpoplatněn. Z rozhledny je kruhový rozhled na Bezděz, Malý Bezděz, Ralskou pahorkatinu, hrad Housku, Housecké vrchy, Kokořínsko, České středohoří, hraniční hory nebo i Prahu. Výhled popisují informační tabule na ochozu.

## Geomorfologické členění
Vrch náleží do celku Ralská pahorkatina, do podcelku Dokeská pahorkatina, do okrsku Polomené hory, do podokrsku Housecká vrchovina a do Libovické části.

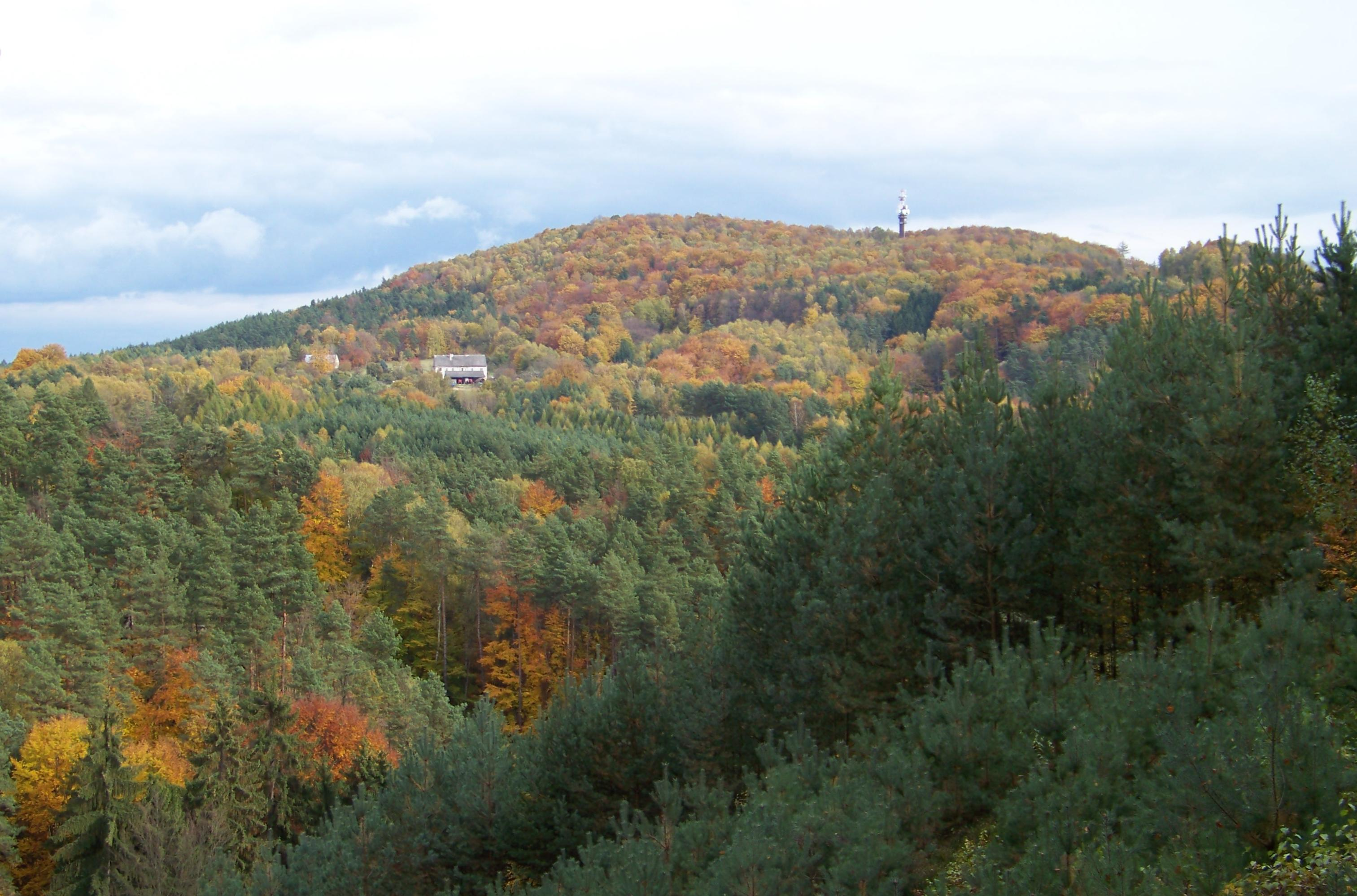
Vrátenská hora z Uhelného vrchu

## Přístup
Automobilem se dá dojet na parkoviště v jednom z bývalých lomů na jihozápadním svahu, poté pěšky na rozhlednu či na vrchol. Rozhledna leží na trase modré turistické značky Nosálov – Houska. Severním svahem zase prochází krátká spojnice v podobě žluté turistické značky.